# Siergiej Bieriezin (łyżwiarz)
Siergiej Jewgienjewicz Bieriezin (ros. Сергей Евгеньевич Березин, ur. 11 marca 1960 w Gorkim) – rosyjski łyżwiarz szybki reprezentujący ZSRR, brązowy medalista mistrzostw świata juniorów.

## Kariera
Największy sukces w karierze Siergiej Bieriezin osiągnął w 1980 roku, kiedy zdobył brązowy medal w wieloboju podczas mistrzostw świata juniorów w Elverum. W tym samym roku wystartował na igrzyskach olimpijskich w Lake Placid, zajmując piętnaste miejsce w biegu na 5000 m i dziesiąte na dwukrotnie dłuższym dystansie. Na rozgrywanych cztery lata później igrzyskach w Sarajewie upadł w biegu na 5000 m i rywalizację zakończył na 32. pozycji. Brał też udział w igrzyskach olimpijskich w Calgary w 1988 roku, gdzie jego najlepszym wynikiem było dziewiąte miejsce w biegu na 10 000 m. Ponadto w 1983 roku zajął szóste miejsce na wielobojowych mistrzostw świata w Oslo. W 1988 roku zakończył karierę.